# Đurđina Jauković
Đurđina Jauković (* 24. Februar 1997 in Nikšić, Bundesrepublik Jugoslawien) ist eine montenegrinische Handballspielerin.

## Karriere
Jauković spielte anfangs beim montenegrinischen Erstligisten ŽRK Danilovgrad. Im Jahre 2015 schloss sich die Rückraumspielerin dem montenegrinischen Spitzenverein ŽRK Budućnost Podgorica an. Mit Budućnost gewann sie 2016, 2017, 2018 und 2019 sowohl die montenegrinische Meisterschaft als auch den montenegrinischen Pokal. Zur Saison 2020/21 wechselte sie zum französischen Erstligisten Brest Bretagne Handball. Mit Brest gewann sie 2021 sowohl die französische Meisterschaft als auch den französischen Pokal. Jauković zog sich im September 2021 einen Kreuzbandriss zu, woraufhin sie zehn Monate pausieren musste. Nachdem Jauković anschließend wieder für Brest auflaufen war, zog sie sich im Februar 2023 erneut eine Kreuzbandverletzung zu. Da es sich um einen Teilriss des Kreuzbandes handelte, entschied sie sich gegen eine Operation. Im Oktober 2023 riss erneut ihr Kreuzband. Im Sommer 2024 war eine Rückkehr zum ŽRK Budućnost Podgorica vereinbart, der jedoch nach dem Rückzug des Hauptsponsors in finanzielle Schwierigkeiten geriet. Aufgrund dessen unterschrieb sie einen Vertrag beim rumänischen Verein CSM Bukarest. Mit CSM Bukarest gewann sie im Jahr 2025 die rumänische Meisterschaft sowie den rumänischen Pokal.
Jauković lief für die montenegrinische Juniorinnen-Nationalmannschaft auf. Bei der U-19-Europameisterschaft 2015 war sie mit 71 Treffern Torschützenkönigin des Turniers und wurde zusätzlich zum MVP gewählt. Mittlerweile gehört sie dem Kader der montenegrinischen Nationalmannschaft an. Mit Montenegro nahm sie an der Weltmeisterschaft 2015, an der Europameisterschaft 2016, an den Olympischen Spielen 2016 in Rio de Janeiro, an der Weltmeisterschaft 2017, an der Europameisterschaft 2018, an den Olympischen Spielen 2020 in Tokio sowie an der Europameisterschaft 2022 teil. Bei der EM 2022, bei der sie mit 48 Treffern den zweiten Platz der Torschützenliste belegte, gewann sie mit Montenegro die Bronzemedaille. Weiterhin gewann sie die Silbermedaille bei den Mittelmeerspielen 2018.